# Hilton New York
Het New York Hilton Midtown (oorspronkelijk New York Hilton at Rockefeller Center en daarna Hilton New York) is het grootste hotel in New York.
Het 44 verdiepingen tellende gebouw uit 1963 bevindt zich aan de noordoostelijke kant van het Rockefeller Center aan de kruising van Sixth Avenue en 53rd Street. Het hotel telt 1.980 kamers en was daarmee in 2008 het hotel met de meeste kamers in de stad. Het Hilton New York is eveneens met een hoogte van 148 meter 's werelds op 101 na hoogste hotel.
Sinds president John F. Kennedy is dit hotel de verblijfplaats geweest van alle presidenten en de Beatles. Het eerste mobiele telefoontje werd gepleegd voor dit hotel door Martin Cooper in 1974.

## Eetgelegenheden
- Etrusca - Een mediterraans door Manhattan geïnspireerd restaurant.
- New York Marketplace  - Een ontbijt en lunchbuffet.
- Lobby Lounge
- Starbucks
- Bridges - De hotelbar